# Maik Santos
Maik Ferreira dos Santos (São Paulo, 6 de setembro de 1980) é um handebolista brasileiro que joga na posição de goleiro.
É formado em educação física.

## Trajetória desportiva
Inspirado no irmão Marcão, atleta olímpico do handebol, começou a jogar aos 12 anos, no bairro São Matheus, sob orientação do professor Laércio Malisia. Estudou no Colégio Santa Izildinha e recebia bolsa de estudos por jogar handebol.
Durante dez anos defendeu a equipe da Metodista, em São Bernardo do Campo e, em 2005, transferiu-se para a Espanha. No mesmo ano, retornou ao Brasil, para jogar em Londrina (PR), onde conquistou o título da Liga Nacional de Handebol Masculino.
Em 2006 foi para o Pinheiros e, em 2007, integrou a seleção campeã dos Jogos Pan-Americanos do Rio de Janeiro. No ano seguinte foi aos Jogos Olímpicos de Pequim, onde a seleção alcançou a décima primeira posição e, de lá, passou novamente a jogar na Espanha. Em 2009, voltou ao Brasil, para atuar novamente na equipe do Pinheiros.
Participou dos Jogos Olímpicos de 2016 no Rio de Janeiro.
Em 2023, foi o destaque do título inédito do Praia Clube, este estreante na Liga Nacional, e somou a seu currículo de atleta o décimo sétimo título na história desta competição